# 史官镇
史官镇，是中华人民共和国陕西省渭南市白水县下辖的一个乡镇级行政单位。

## 行政区划
史官镇下辖以下地区：
史官村、段家山村、史家山村、郭家山村、孙家山村、武庄村、洞耳村、西章村、丰乐村、贺苏村、东城村、贾庄村、首居村、狄家河村、富平村、群英村、南彭村、北彭村、东坡村、石索村、丘坪村、落雁村和尧科村。